# Morellia nigridorsata
Morellia nigridorsata är en tvåvingeart som beskrevs av Mou 1984. Morellia nigridorsata ingår i släktet Morellia och familjen husflugor. Inga underarter finns listade i Catalogue of Life.